# Silent Hill: Shattered Memories
Silent Hill: Shattered Memories ist ein im Survival-Horror-Genre angesiedeltes Action-Adventure, das 2009 für Nintendo Wii (in Nordamerika, 2010 in Europa) und 2010 für Sony PlayStation 2 und PlayStation Portable veröffentlicht wurde. Es handelt sich dabei nicht um eine Fortsetzung, sondern um eine Neuinterpretation des ersten Silent-Hill-Spiel.
Das Spiel wurde, wie bereits Silent Hill: Origins, von Climax Entertainment entwickelt. Die Hintergrundmusik stammt einmal mehr aus der Feder von Akira Yamaoka.

## Handlung
Bei Spielstart findet man sich in der Praxis eines Psychotherapeuten wieder, wo der Spieler einen psychologischen Test absolvieren muss. Anschließend wechselt das Szenario in das nebelverhangene Silent Hill. Bei Schlüsselmomenten kehrt man immer wieder in die Praxis zurück. Harrys Erlebnisse in Silent Hill finden also nicht in der Gegenwart statt, sondern werden in einer therapeutischen Sitzung rekapituliert.
Ähnlich dem ursprünglichen Silent Hill besucht der Spieler als Harry Mason zusammen mit seiner Tochter Cheryl die Kleinstadt Silent Hill. Auf dem Weg dorthin haben beide einen Autounfall und Harry verliert das Bewusstsein. Als er wieder zu sich kommt, ist Cheryl verschwunden. Auf der Suche nach seiner Tochter wird Harry immer wieder von Monstern, die sich je nach Antworten bei dem Psychologen verändern, attackiert. Im folgenden Spielverlauf trifft der Protagonist unter anderem auf Cybil Bennett (SH1), Dahlia Gillespie (SH1) und Lisa Garland (SH). Im letzten Teil der Therapie stellt sich heraus, dass Harold „Harry“ Mason vor 18 Jahren bei einem Autounfall tödlich verunglückte und seine mittlerweile erwachsene Tochter Cheryl die Therapie beim Psychologen absolviert hat. Die Geschichte um Harry und seine Tochter sind in Wahrheit die Wunschträume seiner Tochter und die Monster stehen stellvertretend für ihre Ängste.
Obwohl Silent Hill: Shattered Memories die Handlung des ersten Videospiel-Teils aufzugreifen scheint, wurde die Geschichte teilweise abgeändert. Auch Produzent Tomm Hulett möchte das Spiel nicht als Remake verstanden wissen.

## Spielprinzip
Der Spieler steuert Harry Mason. Das Spiel hat drei verschiedene Orte. Zu Beginn des Spiels ist man beim Psychiater und man muss einige Fragen beantworten. Die Antworten des Spielers beeinflussen die Charaktere, denen man im Spiel begegnet. Später erkundet man die Stadt Silent Hill. Der Spieler trägt hauptsächlich eine Taschenlampe und löst seltsame Rätsel. Eine Neuerung im Spiel ist, dass Harry ein Mobiltelefon hat. Es ermöglicht den Spielern bestimmte Telefonnummern anzurufen, die sie im Spiel finden, Fotos zu machen, ihre Position per GPS anzuzeigen und Nachrichten zu empfangen und abzuhören.

## Produktion und Veröffentlichung
Nachdem Konkurrent Capcom ein Remake des ersten Ablegers ihres Resident-Evil-Franchises für den GameCube veröffentlicht hatte, wurde der Wunsch vieler Fans laut, das gleiche mit dem ersten Silent Hill zu tun, das bis dahin nur für Sonys PlayStation erschienen war. 2006 kamen im Rahmen der Dreharbeiten des Kinofilms, der sich thematisch ebenfalls (entfernt) mit dem Serien-Erstling befasste, schließlich erste Gerüchte über ein solches Projekt in Umlauf, die sich im Oktober 2009 erhärteten, als ein neues „Silent Hill“ in der Datenbank des British Board of Film Classification auftauchte. Die offizielle Ankündigung erfolgte in der Mai-Ausgabe (2009) des amerikanischen Nintendo Power-Magazins.
Das Besondere an Shattered Memories ist die dynamische Anpassung diverser Gameplay-Elemente an den Spieler auf Basis von psychologischen Tests, die im Spielverlauf auszufüllen sind. Durch die „Personalisierung“ der Spielerfahrung soll die Horror-Atmosphäre von Silent Hill stärker wirken.

## Rezeption
Kritiken zu Shattered Memories fielen zu großen Teilen positiv aus. Gelobt wurde insbesondere die Geschichte sowie für Wii-Verhältnisse gelungene Grafik und die ebenso gelungene Bewegungssteuerung. Kritisiert wurden unter anderem die teilweise frustrierenden Albtraum-Abschnitte. Bei Giant Bomb wurde es Wii-Spiel des Jahres 2009. Das deutsche Computerspiel- und Videospielemagazin 4Players verlieh der Nintendo-Wii-Version die Auszeichnung Gold und erhob es zu einem Referenztitel in der Abteilung Action. Das Fachmagazin Adventure Gamers ordnete Silent Hill: Shattered Memories 2011 in seiner Liste Top 100 All-Time Adventure Games auf Platz 77 ein.